# Dwynwen
Święta Dwynwen, znana również jako Dwyn, Donwen, oraz Donwenna – walijska patronka kochanków. Jest ona także patronką chorych zwierząt.
Wierzy się, że Dwynwen była jedną z 24 córek króla Brychana, który żył w piątym wieku. Dwynwen żyła w Anglesey i jest ona nadal wspominana w takich miejscach jak Llanddwyn czy Porthddwyn.
Jest kilka wersji legend przytaczających życie tej świętej, Najpopularniejsza mówi o tym, że Dwynwen zakochała się w młodzieńcu zwanym Maelon Dafodrill, lecz jej ojciec już obiecał jej rękę innemu. Dwynwen była tak nieszczęśliwa, że nie może poślubić ukochanego, że błagała Boga o to, by pozwolił jej zapomnieć o Maelonie. We śnie przyszedł do Dwynwen anioł z magicznym eliksirem, który miał zarazem spowodować, że dziewczyna całkowicie zapomni o chłopaku oraz zamieni go w lód. Następnie Bóg ofiarował Dwynwen trzy życzenia. Pierwszym było przywrócenie ludzkiej postaci chłopakowi. Drugie życzenie - by Bóg spełniał nadzieje i marzenia prawdziwie kochających. Trzecim życzeniem Dwynwen było, by nigdy nie wyjść za mąż. Wszystkie życzenia zostały spełnione, a w geście podziękowania Dwynwen oddała swe życie Bogu do końca swych dni.
Inna wersja tej legendy mówi o tym, że Dwynwen została zgwałcona przez Maelona. Dalsza część historii pozostaje taka jak wyżej.
Dwynwen dożyła swych dni samotnie na wyspie Llanddwyn na zachodnim wybrzeżu Anglesey i pozostaje pustelnicą aż do śmierci w okolicy roku 460 (według innych źródeł 465).
Kościół św. Dwynwen w Llanddwyn stał się ważnym miejscem kultu w średniowieczu. Był on celem licznych pielgrzymek. Do dziś zachowały się ruiny po kościele założonym przez Dwynwen.
Dzień św. Dwynwen obchodzony jest 25 stycznia. Był czymś w rodzaju "walijskich walentynek", choć od lat 60. XX wieku stracił on na popularności.